# Coleophora palaestinella
Coleophora palaestinella é uma espécie de mariposa do gênero Coleophora pertencente à família Coleophoridae.